# Pseudoblias lyrifera
Pseudoblias lyrifera – gatunek widłonoga z rodziny Chondracanthidae; jedyny przedstawiciel rodzaju Pseudoblias. Gatunek i rodzaj opisał w 1962 roku duński zoolog Poul Heegaard. Okazy typowe zostały znalezione w skrzelach ryby Rhombosolea tapirina w estuarium Rzeki Łabędziej w Australii Zachodniej.